# Северын, Марек
Марек Северын (пол. Marek Seweryn; род. 17 октября 1957, Катовице, Польша) — польский тяжелоатлет, восьмикратный чемпион Польши (1983, 1985–1987, 1989–1992), чемпион Европы (1978), чемпион мира (1979), призёр Олимпийских игр (1980) в легчайшем и полулёгком весе.

## Биография
Марек Северын родился 17 октября 1957 года в Катовице. Занимался тяжёлой атлетикой под руководством Чеслава Бяласа. В 1978 году был чемпионом Европы и призёром чемпионата мира в наилегчайшем весе. Перейдя в полулёгкий вес, завоевал звание чемпиона мира и выиграл бронзовую медаль Олимпийских игр в Москве (1980). В дальнейшем выступал в лёгкой весовой категории, становился призёром соревнований «Дружба-84», чемпионата Европы (1985) и мира (1986), участвовал в Олимпийских играх в Сеуле (1988), где занял 4 место.
После завершения своей спортивной карьеры переехал в США.